# Apodemus speciosus
Apodemus speciosus је врста глодара из породице мишева (лат. Muridae). 

## Распрострањење
Врста има станиште у Јапану и Русији.

## Станиште
Станишта врсте су шуме, поља риже и травна вегетација. 

## Угроженост
Ова врста је наведена као последња брига, јер има широко распрострањење и честа је врста.